# Reinhard Möller (Verwaltungsjurist, 1855)
Reinhard Johannes Möller, auch Moeller (* 4. Februar 1855 in Radevormwald; † 18. November 1927 in Bielefeld) war ein deutscher Jurist und evangelischer Kirchenpolitiker.

## Leben
Möller, Sohn des Pfarrers Carl Möller (1816–1893) und Enkel des Generalsuperintendenten Johann Friedrich Möller, arbeitete nach dem Studium der Rechts- und Staatswissenschaften an den Universitäten Tübingen, Göttingen und Berlin zuerst als Gerichtsassessor in Magdeburg, später in Lüneburg und Naumburg (Saale). 1886 wurde er Regierungsassessor, später Regierungsrat, in Gumbinnen. Ab 1890 war er in Berlin im Ministerium der geistlichen, Unterrichts- und Medizinalangelegenheiten beschäftigt, wechselte aber schon im folgenden Jahr als Oberkonsistorialrat in den Evangelischen Oberkirchenrat (EOK), die Leitungsbehörde der Evangelischen Landeskirche der älteren Provinzen Preußens. Hier stieg er 1904 zum weltlichen Vizepräsidenten und 1919 zum Präsidenten auf.
Die Umwandlung der vom kaiserlichen landesherrlichen Kirchenregiment abhängigen Landeskirche zur presbyterial-synodal verfassten Kirche der Altpreußischen Union wurde maßgeblich von Möller gestaltet. Da mit dem Vorsitz im EOK auch der im Deutschen Evangelischen Kirchenausschuss verbunden war, konnte Möller auch die Gründung des Deutschen Evangelischen Kirchenbundes entscheidend fördern. Als Vorsitzender des DEKA war er der höchste Repräsentant des Protestantismus in Deutschland und setzte sich unter anderem für die Beteiligung an der entstehenden ökumenischen Bewegung ein. Trotz seiner monarchischen Grundhaltung stand er der Republik positiver gegenüber als viele andere Kirchenführer seiner Zeit; so setzte er sich 1923 und 1924 auf Wunsch der Reichsregierung dafür ein, den Jahrestag der Weimarer Reichsverfassung gottesdienstlich zu begehen.
Möller trat am 31. Januar 1925 in den Ruhestand und zog nach Göttingen.
Möller wurde 1910 von der Friedrichs-Universität Berlin mit der Ehrendoktorwürde ausgezeichnet. Er erhielt auch den Roten Adlerorden 2. Klasse mit Stern.

## Schriften (Auswahl)
- D. Harnack und der Fall Traub. Eine Entgegnung. 	Warneck, Berlin 1912.
- Die Umlagen der altpreußischen Landeskirche. Runge, Berlin-Lichterfelde 1918.